# Hodgesiella
Hodgesiella é um gênero de traça pertencente à família Cosmopterigidae.

## Espécies
- Hodgesiella callistrepta (Meyrick, 1917)
- Hodgesiella christophi Koster & Sinev, 2003
- Hodgesiella lampropeda (Meyrick, 1917)
- Hodgesiella puplesisi Sinev, 1989
- Hodgesiella quagella (Christoph, 1887)
- Hodgesiella rebeli (Krone, 1905)
- Hodgesiella rhodorrhisella (Kasy, 1970)